# Katajama Ukjó
Katajama Ukjó (片山 右京; Hepburn: Ukyō Katayama; Tokió, 1963. május 29. –) egy japán autóversenyző, volt Formula–1-es pilóta. Csapattársai szerint vidám humoros ember, aki a boxban is mindig viccelődött.

## Életrajz
Katajama Tokióban született. Először Franciaországban versenyzett 1986-ban, majd hazatért Japánba, és a Japán Formula-3000-ben folytatta karrierjét, amelyet 1991-ben megnyert.
Szponzora, a Japan Tobacco 1992-ben szerzett Katajamának egy versenyzői helyet a Larousse Formula–1-es csapatnál. Az autó megbízhatatlan és észrevehetően gyengébb volt, mint csapattársáé, Bertrand Gachot-é. Mindezek ellenére az 1992-es kanadai nagydíjon az ötödik helyen autózott, míg a motor el nem füstölt. Legjobb eredménye az évben két kilencedik helyezés volt, amelyeket a Brazil és az olasz nagydíjon szerzett. A szezon a Gachot-val való két kínos ütközéséről (Kanada és Japán) is emlékezetes maradt.
A Japan Tobaccónak az 1993-as évadra sikerült megegyeznie a Tyrrellel, de a csapat mélyponton volt. Az ideiglenes 020C lényegében a három évvel korábbi autó átalakítása volt, valamint az új modellről, a 021-ről is kiderült, hogy teljesen versenyképtelen. 1993-ban a magyar nagydíjon elért tizedik hely volt a legjobb eredménye, és sok balesete miatt felhívta magára a figyelmet.
1994-ben a Tyrrell és Katajama jelentős változásokon esett át. Az új 022-es jobbnak bizonyult, mint a korábbi konstrukciók, de még mindig megbízhatatlan volt. Háromszor ért pontszerző helyen célba, többször szerepelt jól az időmérő edzésen, és általában gyorsabb is volt, mint sokkal tapasztaltabb és népszerűbb csapattársa, Mark Blundell. Szinte mindig az első hatban autózott, de tizenkétszer esett ki, beleértve a német nagydíjat, ahol a harmadik helyről kellett kiállnia váltóhiba miatt.
1995-re állítólag a legnagyobb csapat ajánlott neki szerződést, de Katajama ezt nem erősítette meg. 1994-ben rákot diagnosztizáltak nála, de addig nem jelentette be, míg vissza nem vonult a Formula–1-ből.
A következő két évben (1995, 1996) a Tyrrellnél maradt, de a nem tudott pontot szerezni. A két év alatt kétszer volt hetedik, míg újonc csapattársát, Mika Salót többször is a pontot érő első hatban intették le. Ebben az évben, a szokásos ütközései közül a legemlékezetesebb az 1995-ös portugál nagydíjon történt, amikor a rajtnál ráhajtott Luca Badoer Minardiája, a japán autója megpördült a levegőben és a védőkorlátnak csapódott. Az esetet azzal lehet magyarázni, hogy az Ayrton Senna egy évvel korábbi halálos balesete után bevezetett szabálymódosítások hátrányos helyzetbe hozták az alacsony termetű Katajamát, miután átépítették a pilótafülkéjét.
A Tyrrell távozása után a Mild Seven, a Japan Tobacco másik márkája lett a szponzora, amely a Minardinál szerzett neki versenyzői lehetőséget. Mivel a csapat még a Tyrrellnél is gyengébb ott, így a legjobb eredménye két tizedik helyezés volt. 1997-ben bejelentette, hogy érzelmi okokból visszavonul a Formula–1-ből.

## Becenevei
Nyugaton gyakran „kamikaze”-ként becézték a vezetési stílusa miatt, a szerelői nem győzték alá adni az új autót, mert mindig összetörte. Brazíliában a „catagrande” (fűnyíró) névvel illették sorozatos kiesései miatt, 97 versenyen indult, 62-t nem fejezett be, ami azt jelenti, hogy három alkalomból kétszer nem ért célba.

## A Formula–1 után

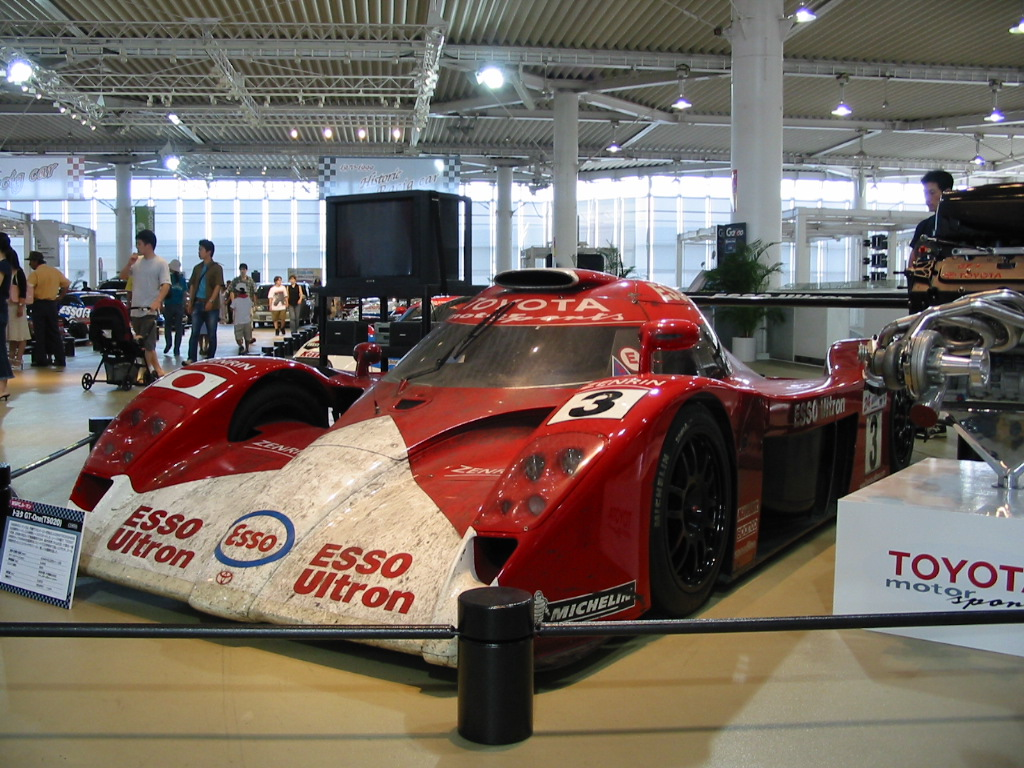
Katajama Toyota GT-1-je, a Le Mans-i versenyen 1999-ben ment vele

A hazájában még mindig népszerű Katajama visszavonulása után másik szenvedélyét, a hegymászást gyakorolja. 2001-ben feljutott a világ hatodik legmagasabb hegyére, a Cho Oyu-ra. Az autóversenyzést sem hagyta abba, a legfigyelemreméltóbb versenye az 1999-es Le Mans-i verseny volt. Cucsija Kejicsi és Szuzuki Tosio autójáról leszakadtak a gumiabroncsok, így kénytelen volt használt gumikkal befejezni a versenyt és végül második lett. 2008-ban indult a Dakar-ralin a Toyota színeiben, a több visszavonult F1-es pilóta egyikeként. Jelenleg a japán Formula–1 közvetítések kommentátora.

## Teljes Formula–1-es eredménysorozata
(Táblázat értelmezése)

(Félkövér: pole-pozícióból indult; dőlt: leggyorsabb kört futott) 

| Év   | Team                           | 1      | 2      | 3      | 4       | 5      | 6      | 7      | 8      | 9      | 10     | 11     | 12     | 13     | 14     | 15     | 16     | 17     | Helyezés | Pont |
| ---- | ------------------------------ | ------ | ------ | ------ | ------- | ------ | ------ | ------ | ------ | ------ | ------ | ------ | ------ | ------ | ------ | ------ | ------ | ------ | -------- | ---- |
| 1992 | Central Park Venturi Larrousse | RSA 12 | MEX 12 | BRA 9  | ESP NK  | SMR Ki | MON NK | CAN Ki | FRA Ki | GBR Ki | GER Ki | HUN Ki | BEL 17 | ITA 9  | POR Ki | JPN 11 | AUS Ki |        | -        | 0    |
| 1993 | Tyrrell Racing Organisation    | RSA Ki | BRA Ki | EUR Ki | SMR Ki  | ESP Ki | MON Ki | CAN 17 | FRA Ki | GBR 13 | GER Ki | HUN 10 | BEL 15 | ITA 14 | POR Ki | JPN Ki | AUS Ki |        | -        | 0    |
| 1994 | Tyrrell                        | BRA 5  | PAC Ki | SMR 5  | MON Ki  | ESP Ki | CAN Ki | FRA Ki | GBR 6  | GER Ki | HUN Ki | BEL Ki | ITA Ki | POR Ki | EUR 7  | JPN Ki | AUS Ki |        | 17.      | 5    |
| 1995 | Nokia Tyrrell Yamaha           | BRA Ki | ARG 8  | SMR Ki | ESP Ki  | MON Ki | CAN Ki | FRA Ki | GBR Ki | GER 7  | HUN Ki | BEL Ki | ITA 10 | POR Ki | EUR    | PAC 14 | JPN Ki | AUS Ki | -        | 0    |
| 1996 | Tyrrell Yamaha                 | AUS 11 | BRA 9  | ARG Ki | EUR Kiz | SMR Ki | MON Ki | ESP Ki | CAN Ki | FRA Ki | GBR Ki | GER Ki | HUN 7  | BEL 8  | ITA 10 | POR 12 | JPN Ki |        | -        | 0    |
| 1997 | Minardi Team                   | AUS Ki | BRA 18 | ARG Ki | SMR 11  | MON 10 | ESP Ki | CAN Ki | FRA 11 | GBR Ki | GER Ki | HUN 10 | BEL 14 | ITA Ki | AUT 11 | LUX Ki | JPN Ki | EUR 17 | -        | 0    |